# Halowe Mistrzostwa Europy w Lekkoatletyce 1989 – bieg na 60 m przez płotki mężczyzn
Bieg na 60 metrów przez płotki mężczyzn – jedna z konkurencji biegowych rozgrywanych podczas halowych lekkoatletycznych mistrzostw Europy w  hali Houtrust w Hadze. Eliminacje, półfinały i bieg finałowy zostały rozegrane 19 lutego 1989. Zwyciężył reprezentant Wielkiej Brytanii Colin Jackson. Tytułu zdobytego na poprzednich mistrzostwach nie obronił Aleš Höffer z Czechosłowacji, który tym razem zajął 8. miejsce w finale.

## Rezultaty

### Eliminacje
Rozegrano 5 biegów eliminacyjnych, do których przystąpiło 30 biegaczy. Awans do półfinałów dawało zajęcie jednego z pierwszych dwóch miejsc w swoim biegu (Q). Skład półfinałów uzupełniło sześciu zawodników z najlepszym czasem wśród przegranych (q).
Opracowano na podstawie materiału źródłowego.

#### Bieg 1
| Miejsce | Zawodnik            | Czas | Uwagi |
| ------- | ------------------- | ---- | ----- |
| 1       | Colin Jackson       | 7,66 | Q     |
| 2       | Javier Moracho      | 7,77 | Q     |
| 3       | Paweł Grzegorzewski | 7,80 | q     |
| 4       | Władimir Szyszkin   | 7,81 | q     |
| 5       | Gianni Tozzi        | 7,99 |       |
| 6       | Thomas Kearns       | 8,08 |       |

#### Bieg 2
| Miejsce | Zawodnik       | Czas | Uwagi |
| ------- | -------------- | ---- | ----- |
| 1       | Aleš Höffer    | 7,73 | Q     |
| 2       | Carlos Sala    | 7,77 | Q     |
| 3       | Rafał Cieśla   | 7,82 | q     |
| 4       | Stefan Mattern | 7,86 | q     |
| 5       | Igors Kazanovs | 8,19 |       |
| 6       | Andonios Kezos | 8,40 |       |

#### Bieg 3
| Miejsce | Zawodnik            | Czas | Uwagi |
| ------- | ------------------- | ---- | ----- |
| 1       | Jiří Hudec          | 7,83 | Q     |
| 2       | Steve Buckeridge    | 7,83 | Q     |
| 3       | Florian Schwarthoff | 7,84 | q     |
| 4       | György Bakos        | 7,92 |       |
| 5       | Herwig Röttl        | 7,94 |       |
| 6       | João Lima           | 8,19 |       |

#### Bieg 4
| Miejsce | Zawodnik        | Czas | Uwagi |
| ------- | --------------- | ---- | ----- |
| 1       | Holger Pohland  | 7,74 | Q     |
| 2       | Nigel Walker    | 7,80 | Q     |
| 3       | Philippe Aubert | 7,92 |       |
| 4       | Alain Cuypers   | 7,93 |       |
| 5       | Lajos Sárközi   | 7,97 |       |
| 6       | Kai Kyllönen    | 8,01 |       |

#### Bieg 5
| Miejsce | Zawodnik          | Czas | Uwagi |
| ------- | ----------------- | ---- | ----- |
| 1       | Tomasz Nagórka    | 7,76 | Q     |
| 2       | Philippe Tourret  | 7,77 | Q     |
| 3       | Dietmar Koszewski | 7,84 | q     |
| 4       | Ulf Söderman      | 7,90 |       |
| 5       | Pavel Šáda        | 7,91 |       |
| 6       | Harri Rouhiainen  | 8,03 |       |

### Półfinały
Rozegrano 2 biegi półfinałowe, w których wystartowało 16 biegaczy. Awans do finału dawało zajęcie jednego z trzech pierwszych miejsc w swoim biegu (Q) Skład finału uzupełniło dwóch zawodników z najlepszym czasem wśród przegranych (q).
Opracowano na podstawie materiału źródłowego.

#### Bieg 1
| Miejsce | Zawodnik          | Czas | Uwagi |
| ------- | ----------------- | ---- | ----- |
| 1       | Colin Jackson     | 7,53 | Q     |
| 2       | Jiří Hudec        | 7,71 | Q     |
| 3       | Carlos Sala       | 7,72 | Q     |
| 4       | Tomasz Nagórka    | 7,76 | q     |
| 5       | Władimir Szyszkin | 7,78 |       |
| 6       | Rafał Cieśla      | 7,79 |       |
| 7       | Steve Buckeridge  | 7,80 |       |
| 8       | Dietmar Koszewski | 7,81 |       |

#### Bieg 2
| Miejsce | Zawodnik            | Czas | Uwagi |
| ------- | ------------------- | ---- | ----- |
| 1       | Holger Pohland      | 7,65 | Q     |
| 2       | Philippe Tourret    | 7,65 | Q     |
| 3       | Florian Schwarthoff | 7,70 | Q     |
| 4       | Aleš Höffer         | 7,74 | q     |
| 5       | Stefan Mattern      | 7,79 |       |
| 6       | Nigel Walker        | 7,80 |       |
| 7       | Paweł Grzegorzewski | 7,82 |       |
| 8       | Javier Moracho      | 7,92 |       |

### Finał
Opracowano na podstawie materiału źródłowego.
| Miejsce | Zawodnik            | Czas | Uwagi |
| ------- | ------------------- | ---- | ----- |
| 1       | Colin Jackson       | 7,59 |       |
| 2       | Holger Pohland      | 7,65 |       |
| 3       | Philippe Tourret    | 7,67 |       |
| 4       | Jiří Hudec          | 7,69 |       |
| 5       | Carlos Sala         | 7,72 |       |
| 6       | Florian Schwarthoff | 7,72 |       |
| 7       | Tomasz Nagórka      | 7,81 |       |
| 8       | Aleš Höffer         | 7,84 |       |